# Johannes van Heeck
Johannes van Heeck (Deventer, 1574 – Roma, 1616) è stato un naturalista e medico olandese.

## Biografia
Coltivò da giovane le discipline naturalistiche, ma per le intolleranze religiose che agitavano all'epoca il suo paese, si trasferì in Italia, dove studiò medicina all'Università di Perugia. Processato per il ferimento di uno speziale (che peraltro morì in seguito alle ferite), venne liberato anche grazie all'intervento di Federico Cesi, che lo accolse a Roma in casa propria, e con il quale concorse nella fondazione dell'Accademia dei Lincei.
Assieme infatti a Federico Cesi, Francesco Stelluti, Anastasio De Filiis fondò il 17 agosto 1603 l'Accademia, con lo scopo di organizzare una sede di incontri rivolti allo sviluppo delle scienze. 
Fu costretto ad abbandonare Cesi e l'Italia nel 1604 per una lunga peregrinazione in diversi paesi d'Europa. Johannes van Heek dette al suo viaggio, sovvenzionato dal Cesi, un taglio assolutamente scientifico nonché di propaganda riguardante la nuova associazione. A Siena, Pisa, Firenze, Milano e Torino incontrò uomini di scienza. Fu a Lione, a Parigi e a Dieppe, da dove, «dopo una pericolosa zuffa con alcuni protestanti, s'imbarcò su una nave che lo portò in Inghilterra. Da lì, percorsa prima parte della Scozia, raggiunse la nativa Deventer. Raccolse poi le sue esperienze di viaggio in uno zibaldone che, pieno di annotazioni curiose e di disegni raffiguranti gli uomini illustri conosciuti, nonché erbe, piante macchine, pesci, farfalle intitolò Fructus itineris ad septentrionales per Angliam, Hiberniam, Scotiam, Daniam, Norvegiam et Gallium. In Olanda, dove era in atto la guerra di indipendenza, trovò la peste, sulle cui cause, effetti e antidoti scisse una dissertazione in 18 capitoli intitolandola De peste corporis in Belgio».
Al ritorno a Roma, nel 1614, trovò l'Accademia profondamente mutata, soprattutto per l'influenza esercitata da Galileo. 
L'ultima notizia che abbiamo di lui (1616) lo presenta come ormai completamente impazzito.